# Liste hessischer Ministerpräsidenten
Die Liste Hessischer Ministerpräsidenten verzeichnet die Chefs der Exekutive im Volksstaat Hessen, in Groß-Hessen und im Land Hessen, die Hessischen Ministerpräsidenten. Für die Zeit von 1806 bis 1918 siehe Regierung des Großherzogtums Hessen.
In der Zeit von 1935 bis zur Besetzung des Volksstaates Hessen durch die United States Army Ende März 1945 war Jakob Sprenger (NSDAP), als Reichsstatthalter gleichzeitig Führer der Landesregierung. Von der US-Militärregierung erhielt Ludwig Bergsträsser (SPD) den Auftrag, eine überregionale Verwaltung mit Sitz in Darmstadt aufzubauen. Bis Anfang August 1945 wurden nach und nach alle Landkreise und kreisfreien Städte in Starkenburg (Provinz) und Oberhessen (Provinz Hessen-Darmstadt) des Volksstaates Hessen seiner Administration unterstellt. Diese nannte sich sodann „Deutsche Regierung des Landes Hessen“; sie hatte aber nach der Proklamation von Groß-Hessen nur noch den Status einer Bezirksregierung für den Regierungsbezirk Darmstadt.
Bisher gab es in Hessen unter zwei Ministerpräsidenten eine geschäftsführende Regierung, 1982–1984  unter Holger Börner, die andere 2008/09 unter Roland Koch. Kabinette einer geschäftsführenden Regierung werden mit einem Buchstaben gekennzeichnet.

## Ministerpräsidenten des Volksstaates Hessen
| Staatspräsident              | Kabinett   | Beteiligte Parteien | Amtszeit  | Anmerkungen                                                   |
| ---------------------------- | ---------- | ------------------- | --------- | ------------------------------------------------------------- |
| Carl Ulrich (SPD)            | Ulrich I   | SPD, DDP, Zentrum   | 1919      |                                                               |
| Carl Ulrich (SPD)            | Ulrich II  | SPD, DDP, Zentrum   | 1919–1927 | Staatspräsident ab 1920                                       |
| Carl Ulrich (SPD)            | Ulrich III | SPD, DDP, Zentrum   | 1927–1928 |                                                               |
| Bernhard Adelung (SPD)       | Adelung    | SPD, DDP, Zentrum   | 1928–1933 | Staatspräsident                                               |
| Ferdinand Werner (NSDAP)     | Werner     | NSDAP               | 1933      | Gewählter Staatspräsident, dann ernannter Ministerpräsident   |
| Philipp Wilhelm Jung (NSDAP) | Jung       | NSDAP               | 1933–1935 | Ministerpräsident                                             |
| Jakob Sprenger (NSDAP)       | Sprenger   | NSDAP               | 1935–1945 | Als Reichsstatthalter gleichzeitig Führer der Landesregierung |